# Livro de Moisés
Seleções do Livro de Moisés (também chamado apenas no hebraico ספר משה Safar Masha) é uma obra publicada pela Igreja de Jesus Cristo dos Santos dos Últimos Dias o qual seria uma tradução dos escritos de Moisés. Hoje a obra faz parte da Pérola de Grande Valor, coletânea de textos desta igreja. 
Em 1830 Joseph Smith Jr teria recebido a missão de fazer uma tradução da Bíblia que recuperasse os textos perdidos através das falhas e omissões dos copistas. Entre estes textos está o Livro de Moisés e outros especificados em Tradução da Bíblia de Joseph Smith.

## Texto
O primeiro capítulo descreve o encontro entre Moisés, Deus e Satanás. Depois Deus mostra a Moisés os numerosos mundos e povos que criou e a história do mundo e as profecias relacionadas.
Os capítulos seguintes mostram excertos que não estão na Bíblia como a história do Jardim do Éden e os detalhes das primeiras gerações de Adão e os eventos concernentes a Enoque, incluindo suas profecias e ensinos.
O Livro de Moisés encerra sua narrativa antes do Dilúvio.